# Castelnau-Tursan
Castelnau-Tursan è un comune francese di 188 abitanti situato nel dipartimento delle Landes nella regione della Nuova Aquitania.

## Società

### Evoluzione demografica
Abitanti censiti